# Palpimanus rakhimovi
Espèce
Palpimanus rakhimovi est une espèce d'araignées aranéomorphes de la famille des Palpimanidae.

## Distribution
Cette espèce est endémique de la province de Kachkadaria en Ouzbékistan,. Elle se rencontre dans les monts Hissar.

## Description
Le mâle holotype mesure 5,78 mm et la femelle paratype 6,67 mm.

## Systématique et taxinomie
Cette espèce a été décrite par Fomichev, Marusik et Zonstein en 2023.

## Étymologie
Cette espèce est nommée en l'honneur de Mukhammadtuichi Rakhimov. 

## Publication originale
- Fomichev, Marusik & Zonstein, 2023 : « New and poorly known species of Palpimanus Dufour, 1820 (Araneae, Palpimanidae) from Uzbekistan and Tajikistan. » Zootaxa, no 5339(3), p. 256-272.